# Hökensås naturvårdsområde i Tidaholms kommun
Hökensås naturvårdsområde är ett naturvårdsområde (sedan  1998 likvärdigt med ett naturreservat) i Tidaholms kommun i Västra Götalands län, en del av naturvårdsområdet Hökensås.
Området är skyddat sedan 1996/1998 (utbrutet) och omfattar 28,7 kvadratkilometer. Det är beläget sydost om Tidaholm. Det består mest av tallskog, sjöar och tjärnar.